# Kiss the Cook – So schmeckt das Leben!
Kiss the Cook – So schmeckt das Leben! (Originaltitel: Chef) ist ein US-amerikanischer Spielfilm aus dem Jahr 2014. Jon Favreau fungierte als Regisseur, Drehbuchautor, Hauptdarsteller und Produzent des Films. Seine Premiere feierte der Film am 3. März 2014 beim South by Southwest Filmfestival. Am 9. Mai 2014 lief er in einem limitierten Release in den USA an. In Deutschland startete der Film ein Jahr später am 28. Mai 2015 in den Kinos.

## Inhalt
Der Profi-Koch Carl Casper, Chef de Cuisine in einem beliebten Restaurant in Los Angeles, leidet an einer beruflichen und persönlichen Sinnkrise. Immer wieder wird er von Riva, dem Besitzer des Restaurants ausgebremst, wenn er seine kreativen, kulinarischen Ideen umsetzen will. Auch die Besuche seines Sohnes Percy, den er alle zwei Wochen von seiner geschiedenen Frau Inez holt, verlaufen mehr schlecht als recht.
Nach einer schlechten Kritik durch den Restaurantkritiker Ramsey Michel twittert er ihm im Glauben, es sei eine private Nachricht, dass er ihn nochmals zu einer Kritik herausfordere. Da dieser Tweet aber öffentlich war, ist das Restaurant völlig ausgebucht. Aus diesem Grund verbietet ihm der Besitzer vehement, die seit Jahren bewährte Menüfolge zu ändern. Nach einem Zerwürfnis verlässt er das Lokal und seine Kollegen müssen übernehmen. Der Kritiker Michel bekommt dieselbe Menüfolge wie beim letzten Mal serviert und lässt einen entsprechenden Tweet los. Carl kommt in das Restaurant und hat eine öffentliche Auseinandersetzung mit Michel, die sich viral im Netz verbreitet. Dadurch wird er zu einer Berühmtheit im Internet.
Carl kündigt im Zorn seinen Job und begleitet seine Ex-Frau Inez und Percy auf eine Reise zurück in seine Heimatstadt Miami. Auf Vermittlung des ersten Ex-Mannes von Inez, Marvin, erhält er einen gebrauchten Imbisswagen. Gemeinsam mit seinem Sohn Percy beginnt er den Wagen zu reinigen und besorgt einen neuen Herd sowie andere Küchengeräte. Sein Ziel ist es, kubanische Sandwiches nach Spezialrezept zu verkaufen. Unverhofft bekommt er noch Hilfe von seinem ehemaligen Kollegen Martin, der dem Restaurant ebenfalls den Rücken gekehrt hat und Carl unterstützen will.
Das Trio macht sich nun auf den Weg zurück nach Los Angeles mit der Idee, unterwegs zu halten und Sandwiches zu verkaufen. Was Carl nicht mitbekommt, ist die virale Unterstützung seines Sohns. Er twittert die Tour und die Haltepunkte des Wagens. Bei jedem Aufenthalt sind unzählige Kunden bereits vor Ort und warten auf El Jefe. Dieser virale Erfolg führt auch dazu, dass der Restaurantkritiker Ramsey Michel, über einen Strohmann ein Sandwich erwirbt und davon begeistert ist. Er konfrontiert Carl mit der Idee, ihm als Teilhaber für ein Restaurant zur Verfügung zu stehen, wo er seine Kochkünste frei ausleben darf.
Am Ende der Tour trennen sich die Wege von Vater und Sohn wieder. Percy möchte seinen Vater weiterhin an den Wochenenden und nach der Schule unterstützen. Carl blockt jedoch ab. Zum Abschied schickt Percy ihm ein Video, wo er von jedem gemeinsamen Tag nur eine Sekunde aufgenommen hat. Nachdem Carl diese Collage gesehen hat, ändert er seine Meinung und sagt seinem Sohn zu.
Am Ende des Films sieht man ein florierendes Restaurant. Wie angeboten haben sich Carl und Ramsey zusammengetan. Dort wird gerade eine Hochzeit gefeiert, es ist jene von Carl und Inez, die wieder zusammengefunden haben.

## Deutsche Fassungen
Es existieren zwei deutsche Synchronfassungen, die erste entstand bei der Cinephon Filmproduktions GmbH, Berlin. Stephan Hoffmann schrieb das Dialogbuch und führte Regie. Die zweite entstand bei der SDI Media Germany GmbH, Berlin. Tiyam Akbarzadeh schrieb das Dialogbuch und Ina Kämpfe führte Regie.
| Figur         | Darsteller         | Deutscher Sprecher  | Deutscher Sprecher (2017) |
| ------------- | ------------------ | ------------------- | ------------------------- |
| Carl Casper   | Jon Favreau        | Michael Iwannek     | Michael Iwannek           |
| Inez          | Sofía Vergara      | Maja Maneiro        | Esra Vural                |
| Martin        | John Leguizamo     | Nico Mamone         | Jaron Löwenberg           |
| Molly         | Scarlett Johansson | Luise Helm          | Luise Helm                |
| Ramsey Michel | Oliver Platt       | Lutz Schnell        | Lutz Schnell              |
| Tony          | Bobby Cannavale    | Matti Klemm         | Tim Sander                |
| Riva          | Dustin Hoffman     | Joachim Kerzel      | Joachim Kerzel            |
| Marvin        | Robert Downey Jr.  | Charles Rettinghaus | Charles Rettinghaus       |
| Jen           | Amy Sedaris        | Monica Bielenstein  | Karin Grüger              |
| Percy         | Emjay Anthony      | Nando Schmitz       | ?                         |

## Kritiken
Werner Theurich von Spiegel Online urteilte positiv: „Der Film zum aktuellen Gastro-Hype: Jon Favreau spielt in ‚Kiss The Cook‘ einen Gourmetkoch, der erst tief abstürzen muss, bevor er mit einem Food-Truck die einfachen Genüsse wiederentdeckt. Eine Komödie, die glücklich macht wie ein Teller Nudeln.“
Cosima Lutz vom Hamburger Abendblatt bewertete den Film ebenfalls positiv: „Favreau selbst bewegt sich hier weg vom aufwendig zubereiteten Action-Kino (‚Iron Man‘) zurück zu seinen Independent-Kinoanfängen (‚Swingers‘, 1996). ‚Kiss the Cook‘ ist deshalb auch eine rotzige Hymne an die Kreativität. In einem der glückseligsten Momente (außer Scarlett Johanssons Pasta-Verführungsszene) bringt eine Bläser-Version von Marvin Gayes ‚Sexual Healing‘ den alten Truck zum Vibrieren: Der Koch, selbst so tapsig schwer wie eine Tuba, schmettert lauthals mit, sein Söhnchen lächelt kopfschüttelnd in sich hinein. Leben ist Eros, darf es sein.“
Kai Mihm von epd Film urteilte dagegen zwiespältig: Er hob positiv hervor, „dass Jon Favreau sich zu Beginn von ‚Kiss the Cook‘ alle Mühe gibt, das Subgenre des Foodfilms vom Kopf zurück auf die Füße zu stellen: Kochen ist hier erst einmal harte Arbeit, die mit nüchterner Professionalität und zupackender Leidenschaft ausgeführt wird.“ Den „aufreibenden Balanceakt zwischen Geschäft und persönlicher »Vision«“ beschreibe Favreau „punktgenau und amüsant, ebenso die von Hassliebe geprägte Beziehung zwischen Köchen und Kritikern.“ Im ersten Drittel habe der Film „jene flirrende, konzentrierte Energie, wie man sie sich in einer Spitzenküche unter Hochdruck vorstellt.“ Mit Caspers Jobverlust beginne jedoch plötzlich „ein anderer Film (...) aus dem spannenden Porträt eines manischen Charakters wird eine Vater-Sohn-Geschichte, die so belanglos ist wie Caspers verrissenes Menü.“ Auch die „sehr schöne Idee, die Geographie der Reise an regionalen Einwandererköstlichkeiten wie Cuban Sandwiches in Miami und französischen Beignets in New Orleans festzumachen“ und damit „das Bild von Amerika als kultureller »Salad Bowl« kulinarisch wörtlich zu nehmen“, bleibe „oberflächlich“.

## Veröffentlichung
Der Film wurde in Deutschland am 22. Oktober 2015 von Koch Media auf DVD und Blu-ray veröffentlicht. In den USA erschien der Film bereits am 30. September 2014.